# Thevenetimyia intermedia
Thevenetimyia intermedia är en tvåvingeart som först beskrevs av Hall 1969.  Thevenetimyia intermedia ingår i släktet Thevenetimyia och familjen svävflugor. Inga underarter finns listade i Catalogue of Life.